# Puchar Europy w Rzutach 2019
19. Puchar Europy w Rzutach – zawody lekkoatletyczne w konkurencjach rzutowych, które odbyły się pomiędzy 9–10 marca na stadionie lekkoatletycznym w Šamorínie na Słowacji.

## Rezultaty
| CR – rekord pucharu Europy     |
| SB – najlepszy wynik w sezonie |

### Mężczyźni

#### Seniorzy
| Konkurencja:           | 1. miejsce          | Wynik     | 2. miejsce          | Wynik    | 3. miejsce             | Wynik    |
| Pchnięcie kulą Grupa A | Francisco Belo      | 20,97 PB  | Maksim Afonin       | 20,61 SB | Bob Bertemes           | 20,55 SB |
| Pchnięcie kulą Grupa B | Ihor Musijenko      | 19,30 SB  | Kemal Mešić         | 19,28 SB | Christian Zimmermann   | 19,16 PB |
| Rzut dyskiem Grupa A   | Philip Milanov      | 62,63 SB  | Christoph Harting   | 62,61 SB | Martin Kupper          | 61,11 SB |
| Rzut dyskiem Grupa B   | Wiktar Trus         | 57,06     | Andreas Christu     | 54,92 SB | Yusuf Yalçınkaya       | 54,68 SB |
| Rzut młotem Grupa A    | Quentin Bigot       | 78,14 WL  | Michail Anastasakis | 76,38 SB | Jewgienij Korotowski   | 76,33 SB |
| Rzut młotem Grupa B    | Alberto González    | 73,73 =PB | Tuomas Seppänen     | 72,65 SB | Alexej Mikhailov       | 72,44 SB |
| Rzut oszczepem Grupa A | Norbert Rivasz-Tóth | 76,11     | Mauro Fraresso      | 75,00    | Bartosz Osewski        | 74,07 SB |
| Rzut oszczepem Grupa B | Matija Kranjc       | 76,17 SB  | Maximilián Slezák   | 73,86 SB | Ołeksandr Nyczyporczuk | 73,48 SB |

#### Młodzieżowcy U23
| Konkurencja:         | 1. miejsce         | Wynik        | 2. miejsce       | Wynik         | 3. miejsce            | Wynik    |
| Pchnięcie kulą       | Giorgi Mudżaridze  | 20,27 CR PB  | Aleh Tamaszewicz | 19,38 NJR WJL | Alperen Karahan       | 18,47 PB |
| Rzut dyskiem Grupa A | Kristjan Čeh       | 62,90 NUR    | Jauhien Bahućki  | 61,28 PB      | Rusłan Walitow        | 55,93    |
| Rzut dyskiem Grupa B | Jakub Forejt       | 54,72 PB     | Casper Jørgensen | 54,51 SB      | Eoin Sheridan         | 54,40    |
| Rzut młotem          | Mychajło Kochan    | 76,68 WJL PB | Bence Halász     | 75,41         | Alaksandr Szymanowicz | 72,36    |
| Rzut oszczepem       | Alaksiej Katkawiec | 82,45 NUR    | Cyprian Mrzygłód | 79,41 SB      | Alexandru Novac       | 78,74 SB |

### Kobiety

#### Seniorki
| Konkurencja:           | 1. miejsce           | Wynik     | 2. miejsce          | Wynik    | 3. miejsce            | Wynik    |
| Pchnięcie kulą Grupa A | Fanny Roos           | 18,44 SB  | Dimitriana Surdu    | 17,99 SB | Anita Márton          | 17,85 SB |
| Pchnięcie kulą Grupa B | Benthe König         | 16,93 PB  | Úrsula Ruiz         | 16,38 SB | Francislaine Serra    | 16,36 PB |
| Rzut dyskiem Grupa A   | Shanice Craft        | 59,79 SB  | Nadine Müller       | 59,74 SB | Irina Rodrigues       | 58,05    |
| Rzut dyskiem Grupa B   | Phoebe Dowson        | 53,31 SB  | Amy Holder          | 52,43    | Kathrine Bebe         | 51,91 SB |
| Rzut młotem Grupa A    | Hanna Małyszczyk     | 74,95 WL  | Joanna Fiodorow     | 73,22 SB | Iryna Kłymeć          | 72,53 SB |
| Rzut młotem Grupa B    | Sara Fantini         | 69,25 NUR | Kateřina Šafránková | 68,30 SB | Vanessa Sterckendries | 67,49 SB |
| Rzut oszczepem Grupa A | Tacciana Chaładowicz | 65,89 WL  | Christin Hussong    | 65,47 SB | Eda Tuğsuz            | 64,83 SB |
| Rzut oszczepem Grupa B | Maria Andrejczyk     | 60,56 SB  | Victoria Hudson     | 59,98 PB | Sara Jemai            | 57,17 SB |

#### Młodzieżowcy U23
| Konkurencja:   | 1. miejsce          | Wynik     | 2. miejsce          | Wynik    | 3. miejsce              | Wynik     |
| Pchnięcie kulą | Jorinde van Klinken | 16,38 WJL | Violetta Veiland    | 15,81 PB | Ashley Bologna          | 15,50     |
| Rzut dyskiem   | Marija Tolj         | 57,76     | Vanessa Kamga       | 57,73 PB | Jorinde van Klinken     | 55,86 SB  |
| Rzut młotem    | Sofja Pałkina       | 69,18     | Nastassia Masława   | 68,13    | Beatrice Nedberge Llano | 67,89 NUR |
| Rzut oszczepem | Sara Zabarino       | 58,62 NUR | Alaksandra Konszyna | 55,27    | Géraldine Ruckstuhl     | 53,50     |

## Klasyfikacje drużynowe
| Miejsce | Państwo  | Punkty |
| ------- | -------- | ------ |
| 1.      | Polska   | 4246   |
| 2.      | Włochy   | 4239   |
| 3.      | Ukraina  | 4173   |
| 4.      | Francja  | 4111   |
| 5.      | Turcja   | 4035   |
| 6.      | Rumunia  | 3974   |
| 7.      | Białoruś | 3557   |

| Miejsce | Państwo  | Punkty |
| ------- | -------- | ------ |
| 1.      | Niemcy   | 4276   |
| 2.      | Białoruś | 4262   |
| 3.      | Polska   | 4221   |
| 4.      | Ukraina  | 4073   |
| 5.      | Węgry    | 3974   |
| 6.      | Turcja   | 3958   |
| 7.      | Francja  | 3928   |
| 8.      | Włochy   | 3902   |

| Miejsce | Państwo    | Punkty |
| ------- | ---------- | ------ |
| 1.      | Białoruś   | 4363   |
| 2.      | Ukraina    | 4086   |
| 3.      | Francja    | 3957   |
| 4.      | Rumunia    | 3882   |
| 5.      | Włochy     | 3867   |
| 6.      | Węgry      | 3840   |
| 7.      | Portugalia | 3760   |
| 8.      | Turcja     | 3672   |

| Miejsce | Państwo  | Punkty |
| ------- | -------- | ------ |
| 1.      | Ukraina  | 3648   |
| 2.      | Polska   | 3646   |
| 3.      | Białoruś | 3572   |
| 4.      | Turcja   | 3536   |
| 5.      | Francja  | 3493   |
| 6.      | Irlandia | 3380   |